# Accipiter melanoleucus
L'astore nero (Accipiter melanoleucus A.Smith, 1830) è un uccello rapace della famiglia degli Accipitridi, diffuso in Africa.

## Descrizione
È un rapace di grande taglia, lungo 40–58 cm e con un'apertura alare di 77–105 cm.
Entrambi i sessi hanno un piumaggio prevalentemente nero, con una area bianca in corrispondenza della gola, del petto e della pancia. È questa la forma tipica, più comune, nota come white morph. Un'altra forma, nota come black morph, con piumaggio uniformemente nero, è più rara e localizzata lungo le aree costiere del Sudafrica.

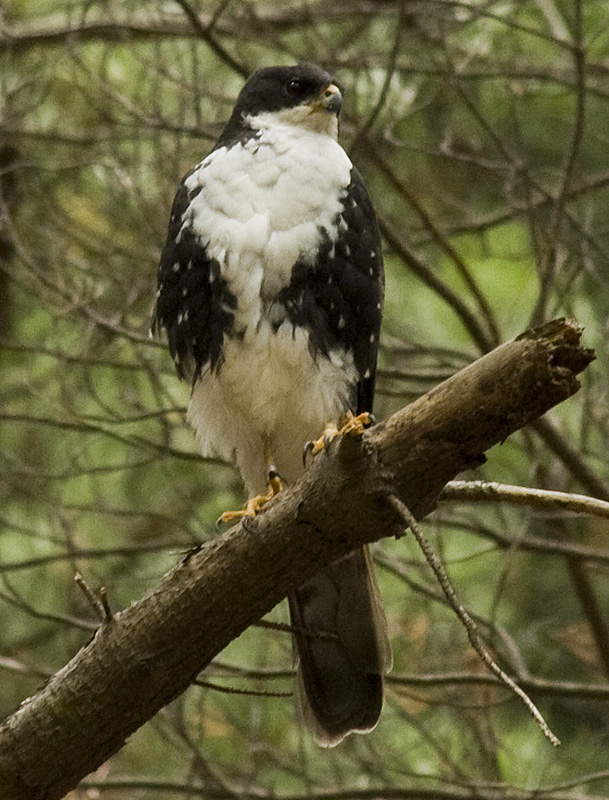
White morph
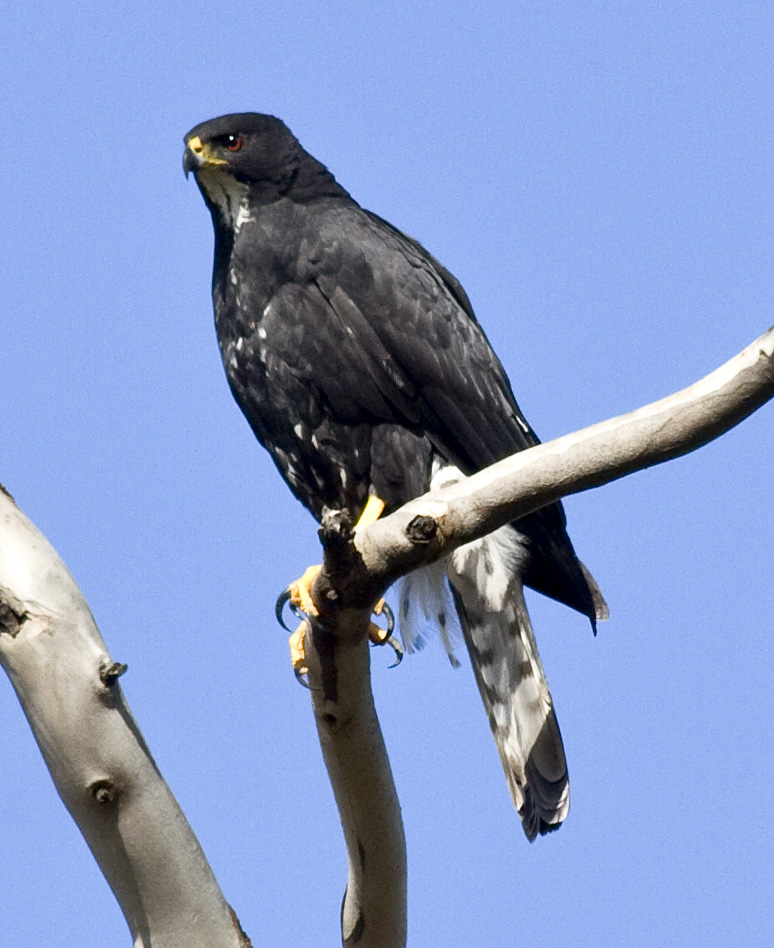
Black morph
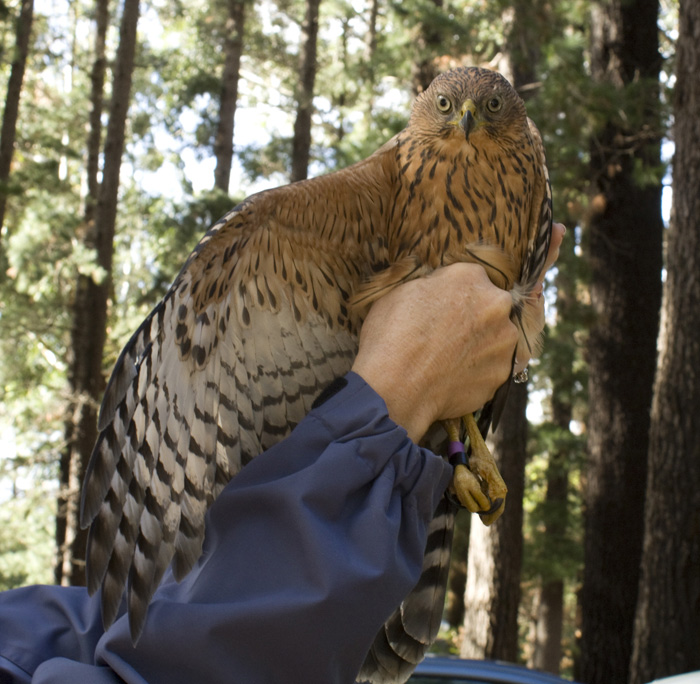
Juvenile
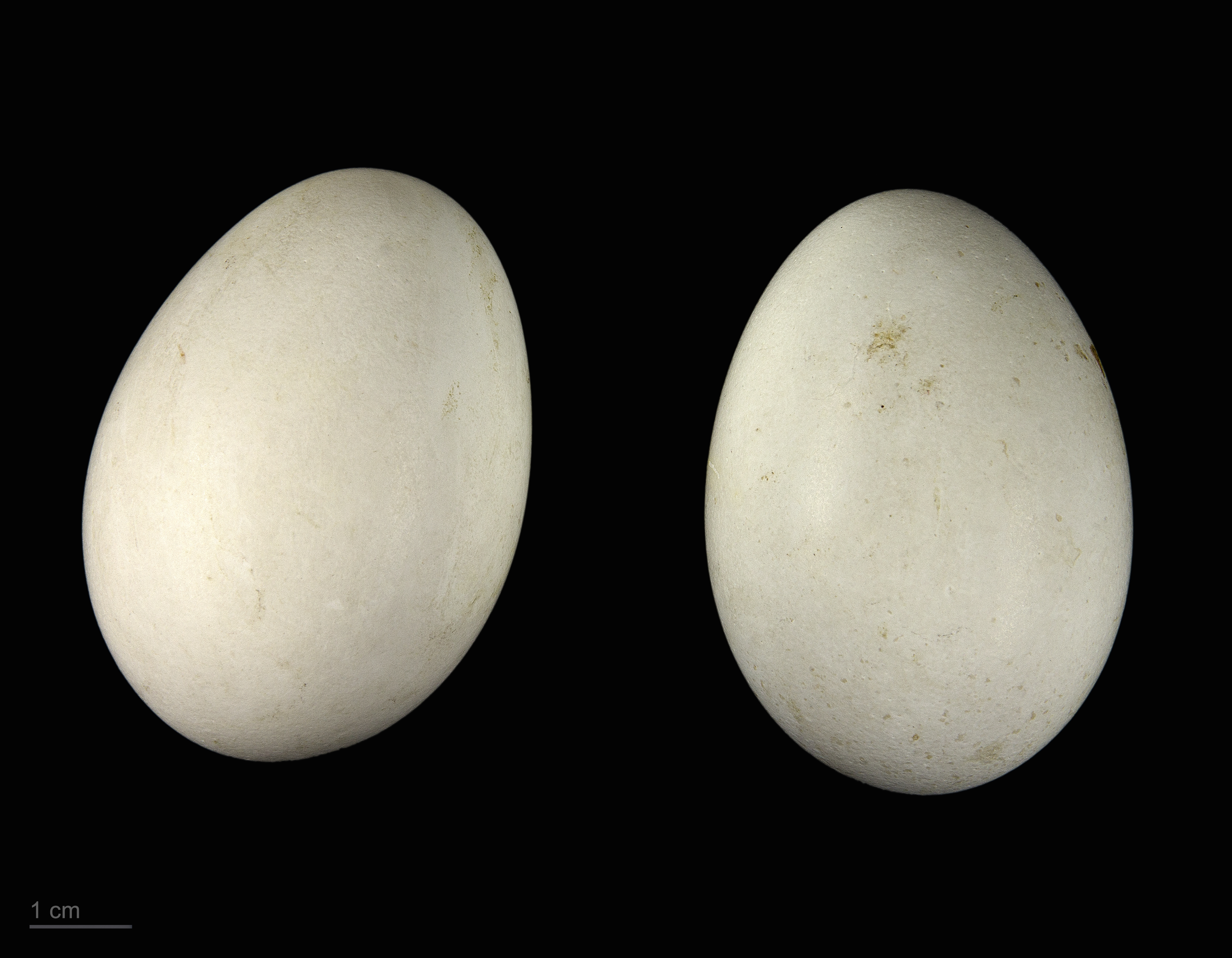
Museum specimen

## Biologia
Si nutre prevalentemente di altri uccelli, in particolare columbidi e  fagianidi.

## Distribuzione e habitat
Questa specie ha un ampio areale subsahariano.
Nella gran parte del suo areale è comune la forma white morph mentre la black morph è rara, eccetto che nelle aree costiere del Sudafrica, inclusa la Penisola del Capo dove rappresenta l'80% della popolazione.

## Tassonomia
Sono state descritte due sottospecie:
- Accipiter melanoleucus melanoleucus A. Smith, 1830
- Accipiter melanoleucus temminckii Hartlaub, 1855